# Corno Nero (Alpi Pennine)
Il Corno Nero (Schwarzhorn in tedesco, Tête Noire in francese, Schwòarzehòrn in Greschòneytitsch), è una montagna nel massiccio del Monte Rosa, nelle Alpi Pennine, alta 4.322 m s.l.m.

## Caratteristiche

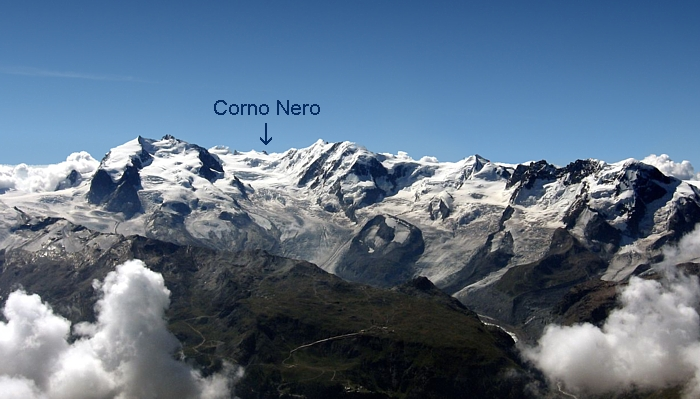
Localizzazione del Corno Nero nel massiccio del Monte Rosa.

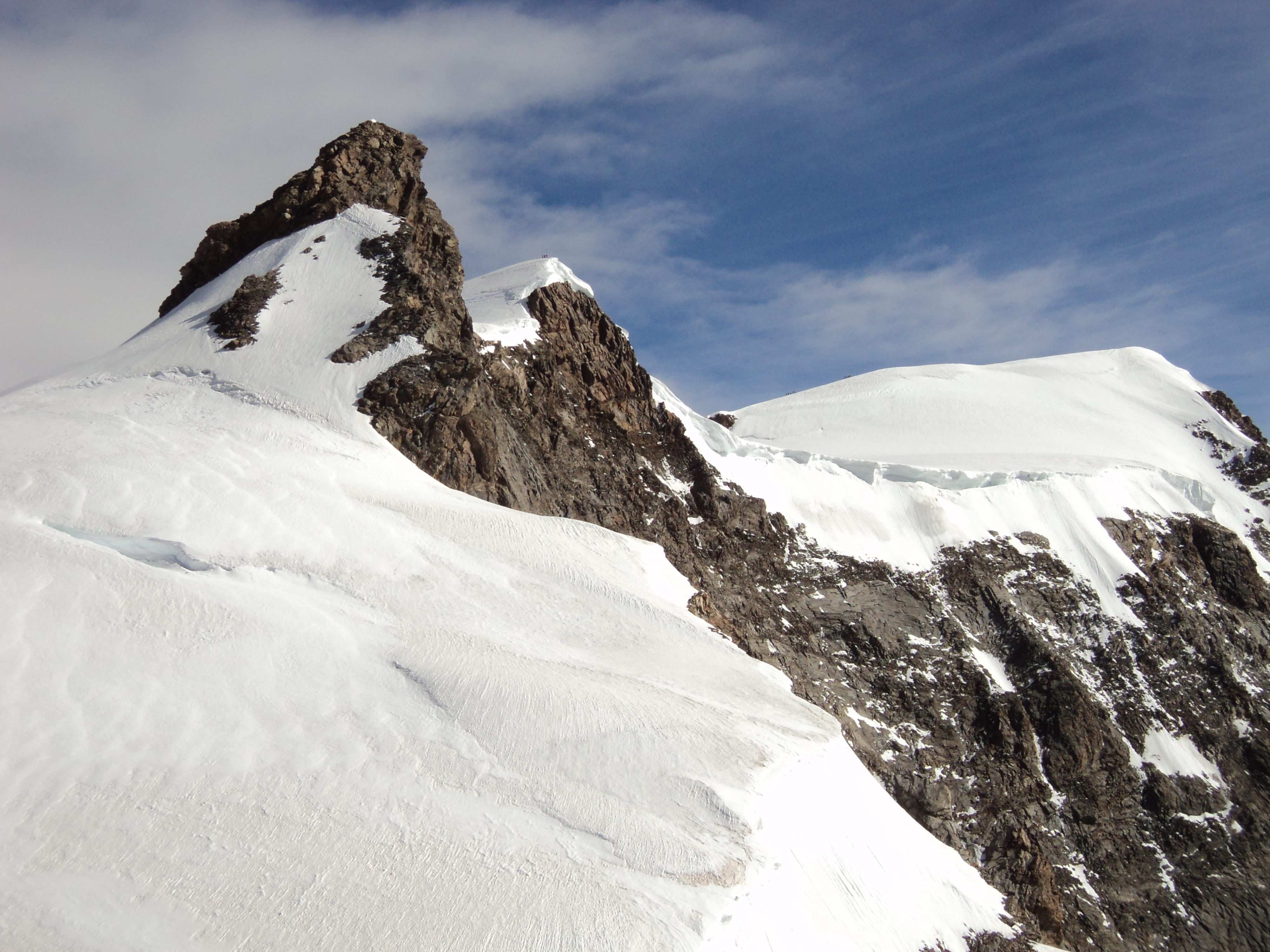
Il Corno Nero (a sinistra), la Ludwigshöhe (al centro) e la Punta Parrot (a destra).

Si trova lungo la linea di cresta che a partire dalla Ludwigshöhe scende verso la Piramide Vincent e la Punta Giordani. Tale linea di cresta separa l'alta valle del Lys dall'alta Valsesia.
Si tratta di uno sperone roccioso dalla forma molto caratteristica e dall'aspetto assolutamente dissimile nei due versanti: quello nord è raggiunto fin quasi sulla vetta da una lingua nevosa; quello a sud-est, strapiomba su Alagna Valsesia con una grandiosa scarpata di roccia e neve, facente parte della Parete valsesiana del Monte Rosa; su questa parete sono stati aperti alcuni tra i più difficili e superbi itinerari delle Alpi.

## Salita alla vetta
Il Corno Nero può essere raggiunto partendo dal Colle del Lys. La difficoltà maggiore consiste nel superare il pendio nevoso terminale che raggiunge i 50° di pendenza. La salita viene valutata PD+.